# Chersotis anatolica
Chersotis anatolica är en fjärilsart som beskrevs av Max Wilhelm Karl Draudt 1936. Chersotis anatolica ingår i släktet Chersotis och familjen nattflyn. Inga underarter finns listade i Catalogue of Life.